# Maciej Borodzik
Maciej Edward Borodzik – polski matematyk, doktor habilitowany nauk matematycznych. Specjalizuje się w geometrii i teorii osobliwości. Adiunkt w Instytucie Matematyki Wydziału Matematyki, Informatyki i Mechaniki Uniwersytetu Warszawskiego (Zakład Układów Dynamicznych) oraz profesor nadzwyczajny w Instytucie Matematycznym PAN. 

## Życiorys
Studia matematyczne ukończył na Uniwersytecie Warszawskim, gdzie następnie został zatrudniony i zdobywał kolejne awanse akademickie. Stopień doktorski uzyskał w 2006 na podstawie pracy pt. Afiniczne krzywe algebraiczne z zerową charakterystyką Eulera na płaszczyźnie zespolonej, przygotowanej pod kierunkiem prof. Henryka Żołądka. Habilitował się w 2014 na podstawie oceny dorobku naukowego i rozprawy pt. Sygnatury splotów osobliwości i półciągłość spektrum. Członek Polskiego Towarzystwa Matematycznego.
Swoje prace publikował w takich czasopismach jak m.in. „Journal of Differential Equations”, „Acta Mathematica Hungarica”, „Journal of Topology” oraz „Journal of the London Mathematical Society”. Stypendysta Programu Fulbrighta.